# Thiết kế thông tin
Thiết kế thông tin là việc trình bày thông tin theo chiều hướng thúc đẩy sự nhận biết một hiệu quả thông tin. Thuật ngữ này đã được sử dụng cho lĩnh vực thiết kế đồ họa, cụ thể liên quan đến việc trình bày thông tin một cách hiệu quả, thay vì chỉ thu hút hoặc để biểu đạt nghệ thuật. Thiết kế thông tin có liên quan chặt chẽ đến lĩnh vực trực quan hóa dữ liệu và thường được giảng dạy như một phần của các khóa học thiết kế đồ họa. Các ứng dụng rộng rãi của thiết kế thông tin cùng với mối liên hệ chặt chẽ của nó với các lĩnh vực thiết kế và thực hành truyền thông khác đã tạo ra một số chồng chéo trong các định nghĩa về thiết kế truyền thông, trực quan hóa dữ liệu và kiến trúc thông tin.
Theo Per Mollerup, thiết kế thông tin là thiết kế sự giải thích thông tin. Nó giải thích các sự kiện của vũ trụ và dẫn đến kiến thức và hành động có hiểu biết.